# Cóc vàng
Cóc vàng (danh pháp hai phần: Bufo periglenes) là một loài động vật lưỡng cư thuộc Họ Cóc. Loài này có nhiều ở một rừng nhiệt đới mây phủ cao có diện tích 30 km² trên thành phố Monteverde, Costa Rica. Loài này được mô tả năm 1966 bởi Jay Savage.
Từ ngày 15 tháng 5 năm 1989, không một cá thể B. periglenes nào được ghi nhận ở bất cứ nơi nào trên thế giới và loài này đã được xếp hạng trong nhóm các loài bị tuyệt chủng bởi Liên minh Bảo tồn Thiên nhiên Quốc tế. Việc tuyệt chủng đột ngột của loài này được cho là một phần của giảm sút dân số loài lưỡng cư do dịch nấm đối với loài lưỡng cư hay là các yếu tố khác kết hợp hoặc độc lập.

## Mô tả
Cóc vàng là một trong khoảng 500 loài thuộc họ Bufonidae—“cóc thật sự”. Con đực có màu cam và đôi khi hơi lốm đốm trên bụng, trong khi con cái có nhiều màu sắc đa dạng hơn, bao gồm đen, vàng, đỏ, xanh lá cây và trắng; cả hai giới đều có làn da mịn màng. Trong khi con đực có màu cam rực rỡ để thu hút con cái giao phối thì con cái lại có màu than sẫm với những đường viền màu vàng. Sự dị hình giới tính đóng một vai trò quan trọng trong việc xác định con cái, thường lớn hơn con đực. Chiều dài cơ thể dao động từ 39 đến 48 mm ở con đực và từ 42 đến 56 mm ở con cái. Con đực có các chi dài hơn tương ứng và mũi dài hơn, nhọn hơn con cái. Con cái cũng có mào sọ to hơn mức của ổ mắt (hốc mắt), trong khi ở con đực, các mào này thấp hơn nhiều.
Các cá thể dành phần lớn cuộc đời của mình trong hang ẩm ướt, đặc biệt là trong mùa khô. Tuổi thọ trung bình của cóc vàng vẫn chưa được biết rõ, nhưng các loài lưỡng cư khác trong họ Bufonidae có tuổi thọ trung bình từ 10–12 năm.

## Sinh thái và phân bố
Cóc vàng sinh sống tại Khu bảo tồn rừng mây Monteverde phía bắc Costa Rica, trong khu vực rừng mây phía bắc thành phố Monteverde. Nó phân bố trên một diện tích không quá 8 km2 và có thể chỉ rộng khoảng 0,5 km2, ở độ cao trung bình 1.500 đến 1.620 m. Các loài dường như thích độ cao thấp hơn.

## Sinh sản
Môi trường sống chính của cóc vàng là trên sườn núi ẩm ướt, lạnh lẽo có tên Brillante. Chúng sẽ xuất hiện vào cuối tháng 3 đến tháng 4 để giao phối trong vài tuần đầu tiên trong các vũng nước mưa giữa các rễ cây, nơi chúng cũng đẻ trứng. 1500 con cóc vàng đã được báo cáo là sinh sản tại địa điểm này kể từ năm 1972. Lần sinh sản cuối cùng được ghi nhận xảy ra từ tháng 4 đến tháng 5 năm 1987.
Trong vài tuần vào tháng 4, sau khi mùa khô kết thúc và khu rừng trở nên ẩm ướt hơn, những con đực sẽ tụ tập với số lượng lớn gần các vũng nước trên mặt đất và chờ đợi con cái. Cóc vàng được phát hiện sinh sản bùng nổ khi trời mưa to từ tháng 3 đến tháng 6. Con đực sẽ bám chặt vào bất kỳ cá thể nào khác gặp phải và chỉ sau đó mới xác định được giới tính của bạn tình. Ngay khi một con đực tìm thấy một con cóc vàng cái, nó sẽ giao du với con cái cho đến khi nó đẻ trứng. Những con cóc đực sẽ chiến đấu với nhau để giành cơ hội giao phối cho đến khi kết thúc mùa giao phối ngắn ngủi, sau đó những con cóc rút lui về hang của chúng.
Con đực đông hơn con cái, trong một số năm có thể lên tới 10 trên 1, một tình huống thường khiến những con đực độc thân tấn công những cặp đôi đông đúc và tạo thành thứ được mô tả là "khối lượng bóng cóc quằn quại". Trong mùa giải 1977 và 1982, con đực đông hơn con cái với tỷ lệ hơn 8 trên 1 tại các bể sinh sản. Mỗi cặp cóc đẻ 200–400 quả trứng mỗi tuần trong thời gian giao phối kéo dài 6 tuần, với mỗi quả trứng có đường kính khoảng 3 mm. Trứng của cóc vàng, hình cầu màu đen và rám nắng, được đẻ trong các vũng nhỏ thường sâu không quá 1 inch. Nòng nọc xuất hiện trong vài ngày nhưng cần bốn hoặc năm tuần nữa để biến thái. Trong thời kỳ này, họ phụ thuộc rất nhiều vào thời tiết. Mưa quá nhiều và chúng sẽ bị cuốn trôi xuống các sườn đồi dốc; quá ít và vũng nước của họ sẽ cạn kiệt.
Năm 1987, nhà sinh thái học và nhà bò sát học người Mỹ, Martha Crump, đã ghi lại nghi lễ giao phối của loài cóc vàng. Trong cuốn sách Đi tìm ếch vàng, cô mô tả nó là "một trong những cảnh tượng đáng kinh ngạc nhất mà tôi từng thấy" và nói rằng chúng trông giống như "những bức tượng, những viên ngọc sáng chói trên nền rừng". Vào ngày 15 tháng 4 năm 1987, Crump ghi lại trong nhật ký thực địa của mình rằng cô đếm được 133 con cóc đang giao phối trong một "hồ có kích thước bằng bồn rửa bát" mà cô đang quan sát. Năm ngày sau, cô chứng kiến các hồ bơi trong khu vực khô cạn, nguyên nhân mà cô cho là do ảnh hưởng của El Niño-Dao động phương Nam, "để lại những quả trứng khô đã bị nấm mốc bao phủ". Những con cóc lại cố gắng giao phối vào tháng 5 năm đó. Trong số 43.500 quả trứng mà Crump tìm thấy, chỉ có 29 con nòng nọc sống sót sau khi mặt đất trong rừng khô héo.

## Lịch sử tiến hóa và tuyệt chủng
Jay Savage đã phát hiện ra loài cóc vàng vào năm 1964. Từ khi phát hiện ra chúng vào năm 1964 trong khoảng 17 năm, và từ tháng 4 đến tháng 7 năm 1987, quy mô quần thể ~1500 con cóc trưởng thành đã được báo cáo. Do dân số rất nhỏ và mang tính bản địa hóa nên một khu bảo tồn có diện tích 4 km2 đã được thành lập xung quanh địa phương đã biết, cuối cùng được mở rộng tới 105 km2. Chỉ có mười hoặc mười một con cóc được nhìn thấy vào năm 1988, trong đó có một con được Martha Crump nhìn thấy, và không con nào được nhìn thấy kể từ ngày 15 tháng 5 năm 1989, khi Crump nhìn thấy lần cuối cùng con cóc đực đơn độc mà cô đã nhìn thấy vào năm trước.
Trong khoảng thời gian từ khi được phát hiện đến khi biến mất, loài cóc vàng thường xuất hiện trên các áp phích quảng bá sự đa dạng sinh học của Costa Rica. Một loài khác, cóc Holdridge, được tuyên bố tuyệt chủng vào năm 2008 nhưng sau đó đã được phát hiện lại.

## Giả thuyết về nguyên nhân tuyệt chủng
Bài chi tiết : Rheobatrachus và Nguy cơ tuyệt chủng do biến đổi khí hậu
Đánh giá động vật lưỡng cư toàn cầu (GAA) đã liệt kê 427 loài là "cực kỳ nguy cấp" trong phân tích sâu rộng, bao gồm 122 loài có thể "có khả năng tuyệt chủng". Phần lớn các loài, bao gồm cả cóc vàng, đã giảm số lượng ngay cả trong những môi trường dường như không bị xáo trộn. Cuối năm 1994, 5 năm sau lần nhìn thấy cuối cùng, các nhà nghiên cứu vẫn hy vọng rằng I. Periglenes tiếp tục sống trong hang, vì những loài cóc tương tự có tuổi thọ lên tới 12 năm. Đến năm 2004, IUCN liệt kê loài này vào danh sách tuyệt chủng sau khi đánh giá có sự tham gia của Savage (người đã phát hiện ra chúng lần đầu tiên 38 năm trước). Kết luận của IUCN dựa trên việc không nhìn thấy nó kể từ năm 1989 và việc "tìm kiếm rộng rãi" đã được thực hiện kể từ đó mà không có kết quả. Vào tháng 8 năm 2010, một cuộc tìm kiếm do Nhóm chuyên gia lưỡng cư của Liên minh Bảo tồn Thiên nhiên Quốc tế tổ chức nhằm xác minh tình trạng của nhiều loài ếch được cho là đã tuyệt chủng trong tự nhiên, đã không tìm thấy bằng chứng về các mẫu vật còn sống sót.
Vì hồ sơ về cóc vàng được thu thập liên tục nên sự biến mất nhanh chóng của chúng đã được ghi chép đầy đủ, tuy nhiên nguyên nhân vẫn chưa được hiểu rõ. Sau năm 1989, không có tài liệu nào chứng kiến được. Sự biến mất ban đầu được cho là do hạn hán tân nhiệt đới nghiêm trọng vào năm 1987–1988, nhưng các yếu tố khác sau đó được coi là nguyên nhân có khả năng xảy ra hơn. IUCN đã đưa ra nhiều lý do có thể dẫn đến sự tuyệt chủng của loài này, bao gồm "phạm vi bị hạn chế, hiện tượng nóng lên toàn cầu, bệnh chytridiomycosis và ô nhiễm không khí". Jennifer Neville đã xem xét các giả thuyết khác nhau giải thích sự tuyệt chủng trong bài báo "Trường hợp con cóc vàng: Các kiểu thời tiết dẫn đến suy thoái" và kết luận rằng giả thuyết El Niño của Crump được "hỗ trợ rõ ràng" bởi dữ liệu hiện có. Trong bài báo của mình, Neville đã thảo luận về những sai sót trong các giả thuyết khác giải thích sự suy tàn của loài cóc. Lý thuyết về bức xạ UV-B cho rằng sự suy giảm số lượng cóc vàng là do sự gia tăng bức xạ UV-B, có rất ít bằng chứng ủng hộ lý thuyết này vì không có bức xạ UV-B ở độ cao nào được ghi nhận, đồng thời cũng có rất ít bằng chứng cho thấy sự gia tăng bức xạ UV-B sẽ có ảnh hưởng đến người Anurans. Một giả thuyết khác cho rằng việc mất nước của người Anuran do điều kiện khô hạn đã gây ra tỷ lệ tử vong cao ở người trưởng thành, mặc dù quan điểm này đang bị tranh cãi gay gắt.